# Skeppsskorpa
Skeppsskorpa (knallar, knaks, hårdskorpa, rågskorpa) är en typ av skorpa som förut förekom som basproviant inom sjöfart.
Skeppsskorpor var hårt torkade och kunde därför förvaras länge till sjöss. De gjordes bland annat genom att två avlånga degstycken lades ihop, jästes och bakades, samt vändes för att de skulle bli likformade på bägge sidor. Namnet råg-skorpa anses komma från råg som står för rostning. Bakningen skedde med vetemjöl. Men eftersom vetemjölet på 1800-talet inte var av högre kvalitet, förmodas uppblandning ha skett med rågsikt. 
Dagens rågskorpa har sitt ursprung i skeppsskorpan. Numera formas dock degen till ovala s.k. rågbullar som bakas i ugn – utan att vändas – varvid ovansidan därför blir rundad och undersidan flat. Efter bakningen skärs rågbullen i två halvor. Slutligen rostas halvorna till ett par gyllenbruna rågskorpor. Företrädesvis skall rågskorpor ätas nyrostade och knapriga med smör, därför att redan efter några timmar försvinner krispigheten och skorporna blir sega. 